# Мікрооперація
Мікрооперація - елементарна операція обробки інформації що відповідає елементарній машинній дії і не містить в собі інших елеметарних дій.

## Зноски
1. ↑  ЕК1973, с. 47.